# Ulica w Saintes-Maries
Ulica w Saintes-Maries – tytuł jednego obrazu olejnego oraz dwóch rysunków, namalowanych i narysowanych przez Vincenta van Gogha w czerwcu 1888 podczas jego pobytu w miejscowości Saintes-Maries-de-la-Mer. 
- Obraz Ulica w Saintes-Maries (hol. Straatje in Saintes-Maries-de-la-Mer, ang. Street in Saintes-Maries)[1] namalowany w pierwszych dniach czerwca 1888, obecnie w kolekcji prywatnej. Nr kat.: F 420, JH 1462.
- Rysunek Ulica w Saintes-Maries[2] sporządzony w pierwszych dniach czerwca 1888 jako szkic do obrazu, obecnie w kolekcji prywatnej w Anglii. Nr kat.: F 1434, JH 1449.
- Rysunek Ulica w Saintes-Maries[3] sporządzony w połowie lipca 1888 na podstawie obrazu, obecnie w Metropolitan Museum of Art. Nr kat.: F 1435, JH 1506.

## Historia
W czerwcu 1888 Vincent van Gogh odwiedził rybacką miejscowość Saintes-Maries-de-la-Mer, położoną na wybrzeżu Morza Śródziemnego, 30 km od Arles. Romowie z całej Europy odbywali tu coroczne pielgrzymki ku czci ich patronki, św. Sary, która według legendy była służącą Trzech Marii (stąd nazwa miasta – Święte Marie) i miała tu przybyć wraz z nimi w roku 45, aby szerzyć chrześcijaństwo. Artysta w Saintes-Maries-de-la-Mer namalował kilka obrazów przedstawiających łódki na plaży i samą miejscowość. 

## Opis
Obraz Ulica w Saintes-Maries wyraża największe (wówczas) oddanie van Gogha zasadzie autonomii koloru. Malując go artysta dał upust swemu zamiłowaniu do kontrastów, w niezwykły sposób wykorzystując wszystkie trzy rodzaje barw kontrastowych: czerwień kontrastująca z zielenią dominuje z prawej strony malowidła, błękit i oranż z lewej, a żółcień i fiolet w centrum. Z trzech użytych barw kontrastowych ten ostatni został wykorzystany do oddania ekscytującego, monochromatycznego nieba, wykonanego techniką pastoso. Kłęby dymu unoszące się z kominów ku bezkresnej żółcieni nieba dodają mu lekko zabawnego nastroju. Van Gogh namalował obraz na podstawie pospiesznie sporządzonego szkicu przedstawiającego zaciszne, wiejskie domki Saintes-Maries. Barwy, oderwane od jakichkolwiek realnych współzależności, zostały dodane później, w pracowni. Artysta ucieleśnił w nich cały swój optymizm i nadzieję na przyszłość.

## Rysunki
Pierwszy, wcześniejszy rysunek, wykonany w pierwszych dniach czerwca, był szkicem do obrazu. W późniejszym, wykonanym w połowie lipca, proces został odwrócony – van Gogh wykorzystał namalowany wcześniej obraz jako model do rysunku – zespołu kreseczek i kropek. Rysunek ten był przeznaczony dla Émile'a Bernarda, podobnie jak cala seria tego typu prac, którą Vincent oparł na własnych obrazach. To zaplanowane do wysłania do przyjaciół w Paryżu portfolio artysty miało dać pogląd na temat jego ostatnich dokonań. Oba rysunki różnią się od siebie; wcześniejszy szkic to konwencjonalnie wykonany zarys motywów do namalowania. W późniejszym natomiast kreska stała się bardziej autonomiczna – w szczególności roślinność z prawej strony, oddana jako wzajemna gra krzywizn, kropek, kreskowań i licznych punktów centralnych wyraża bogactwo graficznego wyrafinowania. Gęsto upakowane kropki to wpływ japońskiej techniki, którą van Gogh adoptował na południu Francji. W porównaniu z tym roślinność z pierwszego rysunku jawi się jedynie jako monotonna, opisowa relacja.